# Ischnostrangalis stricticollis
Ischnostrangalis stricticollis är en skalbaggsart som först beskrevs av Leon Fairmaire 1889.  Ischnostrangalis stricticollis ingår i släktet Ischnostrangalis och familjen långhorningar. Inga underarter finns listade i Catalogue of Life.